# Edward A. Guggenheim
Edward Armand Guggenheim FRS (11 de agosto de 1901 en Mánchester – 9 de agosto de 1970) fue un farmacéutico físico inglés, notable por sus contribuciones a la termodinámica.

## Vida
Guggenheim nació en Mánchester el 11 de agosto de 1901, hijo de Armand Guggenheim y Marguerite Bertha Simon.  Su padre era sueco, un ciudadano británico naturalizado. Se casó con Simone Ganzin en 1934 (muerta en 1954), y con Ruth Helen Aitkin en 1955.  No tuvo hijos. Y finalmente, murió en Reading, Berkshire el 9 de agosto de 1970.

## Educación
Guggenheim fue educado en Terra Nova School, Southport, Charterhouse School y Gonville and Caius College de Cambridge, donde obtuvo el primer lugar en matemáticas parte 1 y química parte 2. Al no conseguir una beca en la universidad, se mudó a Dinamarca a estudiar bajo el mandato de J. N. Brønsted en la Universidad de Copenhague.

## Carrera
Al regresar a Inglaterra,  encontró un lugar en el University College de Londres donde escribió su primer libro, Termodinámica Moderna por los Métodos de Willard Gibbs (1933), el cual "estableció su reputación y revolucionó la enseñanza del tema". También fue un profesor visitante de química en la Universidad de Stanford, y más tarde se volvió parte del departamento de ingeniería química del Imperial College London.  Durante la Segunda Guerra Mundial  trabajó en la marina. En 1946,  fue profesor y jefe del departamento de Química en la Reading University, donde se mantuvo hasta su retiro en 1966.

## Publicaciones
Guggenheim produjo 11 libros y más de 100 documentos. Su primer libro,Termodinámica Moderna por los Métodos de Willard Gibbs (1933), fue de 206 páginas, estudiado detalladamente, con texto, figuras, índice, y prólogo por F. G. Donnan, mostrando cómo los métodos termodinámicos analíticos desarrollados por Willard Gibbs nos dirige de una manera directa a las relaciones de fases, constantes, soluciones, sistemas y leyes, que son exactas y precisas.  Este libro, junto con el de Termodinámica y la Energía Libre de Sustancias Químicas escrito en 1923 por Gilbert N. Lewis y Merle Randall, son los responsables del comienzo de la ciencia moderna de termodinámica química.

## Honores y premios
Guggenheim fue elegido miembro de la Real Sociedad en 1946. Su nombramiento dice:
Distinguido por sus importantes contribuciones a la termodinámica y la mecánica estadística, y por la aplicación de estas ramas de las ciencias físicas en muchos campos, por ejemplo soluciones electrolíticas, potenciales electro-químicos, energía magnética y electrostática, fenómenos en la superficie e interface, equilibrio químico y reacciones cinéticas, etc.
Autor de “Termodinámica Moderna por los Métodos de Willard Gibbs" (1933). Co-escritor con el profesor R. H. Fowler de “Termodinámica Estadística" (1939).
En 1972, se estableció el Fondo conmemorativo E. A. Guggenheim por amigos y colegas. Los ingresos del fondo son usados para (a) otorgar un premio anual y (b) para proporcionar cada dos o tres años lecturas conmemorativas acerca de algunos temas relacionados con química o física afines a los intereses de Guggenheim.
La Medalla Guggenheim fue introducida en 2014 por el Institución de Ingenieros Químicos por importantes contribuciones en investigaciones de termodinámicas y/o fluidos complejos.  El primer ganador (en 2015) fue el profesor George Jackson de Imperial College London.